# LaVergne-Gletscher
Der LaVergne-Gletscher ist ein 11 km langer Gletscher in der antarktischen Ross Dependency. Im Königin-Maud-Gebirge fließt er in östlicher Richtung entlang der Südhänge der Seabee Heights und mündet unmittelbar südwestlich des McKinley-Nunatak in den Liv-Gletscher.
Das Advisory Committee on Antarctic Names benannte ihn 1966 nach Lieutenant Commander Cornelius B. de LaVergne, stellvertretender Kommandeur der Aktivitäten der United States Navy auf der McMurdo-Station im Rahmen der Operation Deep Freeze im Jahr 1961.